# Puchar Narodów Afryki 2019 (kwalifikacje)/Grupa I
W grupie I eliminacji Pucharu Narodów Afryki 2019 grają:
- Burkina Faso
- Angola
- Botswana
- Mauretania

## Tabela
| Msc. | Zespół         | M | W | R | P | Br+ | Br- | +/- | Pkt |
| ---- | -------------- | - | - | - | - | --- | --- | --- | --- |
| 1    | Angola (A)     | 6 | 4 | 0 | 2 | 9   | 6   | +3  | 12  |
| 2    | Mauretania (A) | 6 | 4 | 0 | 2 | 7   | 6   | +1  | 12  |
| 3    | Burkina Faso   | 6 | 3 | 1 | 2 | 8   | 5   | +3  | 10  |
| 4    | Botswana       | 6 | 0 | 1 | 5 | 1   | 8   | -7  | 1   |

|              | Burkina Faso | Mauretania | Botswana | Angola |
| ------------ | ------------ | ---------- | -------- | ------ |
| Burkina Faso | X            | 1:0        | 3:0      | 3:1    |
| Mauretania   | 2:0          | X          | 2:1      | 1:0    |
| Botswana     | 0:0          | 0:1        | X        | 0:1    |
| Angola       | 2:1          | 4:1        | 1:0      | X      |

## Wyniki

### Kolejka 1
| 10 czerwca 2017 15:30 CET | Botswana | 0:1(0:0)Raport | Mauretania · Soudani 78' | Francistown Stadium, Francistown Sędzia: Davies Omweno |
|                           |          |                |                          |                                                        |

| 10 czerwca 2017 20:00 CET | Burkina Faso · Bancé 21', 42' (k.) · B. Traoré 79' | 3:1(2:1)Raport | Angola · Gelson 23' | Stadion 4 Sierpnia, Wagadugu Sędzia: Mahmoud Zakaria El Banna |
|                           |                                                    |                |                     |                                                               |

### Kolejka 2
| 8 września 2018 19:00 CET | Mauretania · Diakité 36' · Camara 40' | 2:0(2:0)Raport | Burkina Faso | Stade Cheikha Ould Boïdiya, Nawakszut Sędzia: Louis Hakizimana |
|                           |                                       |                |              |                                                                |

| 9 września 2018 17:00 CET | Angola · Gelson 30' | 1:0(1:0)Raport | Botswana | Estádio 11 de Novembro, Luanda Sędzia: Bakary Gassama |
|                           |                     |                |          |                                                       |

### Kolejka 3
| 12 października 2018 17:00 CET | Angola · Mateus 12' (k.), 16' · Djalma 52' · Gelson 80' | 4:1(2:1)Raport | Mauretania · Hacen 2' | Estádio 11 de Novembro, Luanda Sędzia: Thierry Nkurunziza |
|                                |                                                         |                |                       |                                                           |

| 13 października 2018 20:00 CET | Burkina Faso · Pitroipa 4' · Diawara 48' · A. Traoré 61' | 3:0(1:0)Raport | Botswana | Stadion 4 Sierpnia, Wagadugu Sędzia: Bienvenu Sinko |
|                                |                                                          |                |          |                                                     |

### Kolejka 4
| 16 października 2018 19:00 CET | Mauretania · Ba 17' | 1:0(1:0)Raport | Angola | Stade Cheikha Ould Boïdiya, Nawakszut Sędzia: Sadok Selmi |
|                                |                     |                |        |                                                           |

| 16 października 2018 19:00 CET | Botswana | 0:0(0:0)Raport | Burkina Faso | Francistown Stadium, Francistown Sędzia: Peter Waweru |
|                                |          |                |              |                                                       |

### Kolejka 5
| 18 listopada 2018 16:00 CET | Angola · Mateus 45+1', 57' | 2:1(1:0)Raport | Burkina Faso · Dayo 69' | Estádio 11 de Novembro, Luanda Sędzia: Jean-Jacques Ndala Ngambo |
|                             |                            |                |                         |                                                                  |

| 18 listopada 2018 18:00 CET | Mauretania · Diakité 20', 84' | 2:1(1:1)Raport | Botswana · Kobe 4' | Stade Cheikha Ould Boïdiya, Nawakszut Sędzia: Hassan Mohamed Hagi |
|                             |                               |                |                    |                                                                   |

### Kolejka 6
| 22 marca 2019 18:00 CET | Burkina Faso · B. Traoré 19' | 1:0(1:0)Raport | Mauretania | Stadion 4 Sierpnia, Wagadugu Sędzia: Jean-Jacques Ndala Ngambo |
|                         |                              |                |            |                                                                |

| 22 marca 2019 18:00 CET | Botswana | 0:1(0:1)Raport | Angola · 21' Eduardo | Francistown Stadium, Francistown Sędzia: Amin Mohamed Omar |
|                         |          |                |                      |                                                            |

## Strzelcy
4 gole
- Mateus

3 gole
- Gelson
- Ismaël Diakité

2 gole
- Aristide Bancé
- Bertrand Traoré

1 gol
- Djalma Campos
- Wilson Eduardo
- Keeagile Kobe
- Issoufou Dayo
- Banou Diawara
- Jonathan Pitroipa
- Abdou Razack Traoré
- Adama Ba
- Khassa Camara
- Moctar Sidi El Hacen
- Mohamed Soudani